# Alan Lancaster
Alan Lancaster (Londres, 7 de febrero de 1949-Sídney, 26 de septiembre de 2021) fue un músico y compositor británico, conocido por haber sido el cofundador, bajista y, en ocasiones, vocalista de la banda de rock Status Quo, entre los años 1962 y 1985. Además, fue uno de los principales escritores del grupo, cuyas composiciones las cantaba él mismo como es el caso de «Backwater» y «High Flyer», entre muchas otras.
Tras su salida de la banda se radicó en Australia donde fue parte del supergrupo The Party Boys. Más tarde fundó el grupo The Bombers, con el que se presentó hasta principios de los noventa. Adicional a ello, entre 2013 y 2014 volvió a reunirse con sus antiguos compañeros de Status Quo para una serie de conciertos, de los cuales se grabó los álbumes en vivo Back 2 SQ. 1 - The Frantic Four Reunion 2013 y The Frantic Four's Final Fling.

## Biografía

### Carrera con Status Quo
En 1962, y con solo trece años de edad fundó junto al guitarrista Francis Rossi la banda The Scorpions, que años más tarde se llamaría Status Quo. En la banda británica no solo fue el bajista y en ciertas canciones vocalista principal, sino también uno de sus principales compositores. Luego de más de dos décadas como miembro activo del grupo, comenzó a tener serias discusiones con Rossi y Rick Parfitt, que provocó su salida de la banda a fines de 1984 de manera no oficial. El último concierto que celebró con Status Quo fue en el Live Aid realizado el 13 de julio de 1985 en el Estadio de Wembley, y tras ello anunció su retiro definitivo de la agrupación.

### Años posteriores
A principios de los ochenta, comenzó a vivir en Australia, que para ciertos críticos fue una de las principales razones de las discusiones con el resto de la banda. Tras su salida de Status Quo se radicó en Sídney en donde se unió al supergrupo The Party Boys, con los que salió de gira por varias ciudades australianas durante 1987. Al año siguiente fundó The Bombers, que tenía entre sus músicos al baterista John Coghlan, compañero suyo en la agrupación británica. Su nuevo proyecto obtuvo un gran éxito en Australia, incluso abrieron los conciertos de varios artistas durante su paso por las ciudades de dicho país, entre ellos Cheap Trick, Alice Cooper y Skid Row.
Con la llegada de los noventa disolvió The Bombers para trabajar con John Brewster en el proyecto The Lancaster Brewster Band. Más tarde revivió a su antigua agrupación, bajo el nombre de Alan Lancaster's Bombers, pero solo duró hasta 1995. Desde entonces ha participado como músico invitado en presentaciones en vivo de ciertos artistas y durante cierto tiempo trabajó en otras labores referidas a la música. Por su parte, en 1999 publicó Life After Quo, su primer disco como solista.

### Giras de reunión con Status Quo
A mediados de 2010, la prensa mundial especuló sobre el regreso de Lancaster a Status Quo, luego que participara como músico invitado en algunos conciertos en vivo de la banda en Australia. Finalmente en 2013 y a través de un comunicado oficial, la banda informó que saldrían de gira con la clásica alineación llamada Frantic Four (Rossi, Parfitt, Lancaster, Coghlan). De igual manera en 2014 volvió a girar con sus excompañeros durante una serie de presentaciones, que culminó el 12 de abril en el The O2 de Dublín, siendo su última aparición con el grupo londinense.

### Fallecimiento
Lancaster falleció el 26 de septiembre de 2021 en Sídney, Australia a la edad de setenta y dos años debido a complicaciones de la enfermedad que sufría,esclerosis múltiple. La banda Status Quo anunció la noticia en su página de Facebook.

## Discografía
| - 1968: Picturesque Matchstickable Messages from the Status Quo - 1969: Spare Parts - 1970: Ma Kelly's Greasy Spoon - 1971: Dog of Two Head - 1972: Piledriver - 1973: Hello! - 1974: Quo - 1975: On the Level - 1976: Blue for You - 1977: Rockin' All Over the World - 1978: If You Can't Stand the Heat - 1979: Whatever You Want - 1980: Just Supposin' - 1981: Never Too Late - 1982: 1+9+8+2 - 1983: Back to Back | - 1987: The Party Boys - 1990: AIM High - 1999: Life After Quo |